# Attheyella insignis
Attheyella insignis är en kräftdjursart som först beskrevs av Delachaux 1917.  Attheyella insignis ingår i släktet Attheyella och familjen Canthocamptidae. Inga underarter finns listade i Catalogue of Life.